# تفنگدارها (مجموعه تلویزیونی)
 تفنگدارها (به انگلیسی: The Musketeers) مجموعه تلویزیونی تاریخی است که در تلویزیون بی‌بی‌سی پخش می‌شود و شخصیت‌های آن برگرفته از سه تفنگدار اثر الکساندر دوما و با همکاری شرکت تولید بی‌بی‌سی وان و بی‌بی‌سی جهانی ساخته شده است.

## خلاصه داستان
سریال بر اساس رمان مشهور سه تفنگدار اثر نویسندهٔ فرانسوی الکساندر دوما است و داستان دلاوری‌های سه تن از تفنگداران لوئی سیزدهم به نام‌های آتوس (به انگلیسی: Athos)، پورتوس (به انگلیسی: Porthos)، آرامیس (به انگلیسی: Aramis) و همچنین جوانی دلیر به نام دارتن‌یان (به انگلیسی: D'artagnan) که به یکی از تفنگداران سلطنتی تبدیل می‌شود را روایت می‌کند. این چهار نفر با هم، پیمان دوستی بسته‌اند و در برابر همهٔ مشکلات و خطرات در کنار هم ایستادگی می‌کنند.

## بازیگران
- تام برک در نقش آتوس
- سانتیاگو کاباررا در نقش آرامیس
- پیتر کاپالدی در نقش کاردینال آرمان ریشلیو (فصل ۱)
- هوارد چارلز در نقش پورتوس
- الکساندرا داولینگ در نقش ملکه آن
- رایان گیج در نقش پادشاه لویی سیزدهم
- تاملا کری در نقش کنستانس بوناسیوس
- مایمی مسکاوی در نقش زن اشرافی د زمستان
- لوکا پسکوالینو در نقش دارتن یان
- هوگو اسپیر در نقش کاپیتان ترویلا
- مارک وارن در نقش روچفورت (فصل ۲)
- استیو اِوِتس

## مرور کلی سریال
| فصل | فصل | قسمت‌ها | تاریخ اکران    | تاریخ اکران  | میانگین رتبه‌بندی (میلیونی) |
| فصل | فصل | قسمت‌ها | شروع فصل       | پایان فصل    | میانگین رتبه‌بندی (میلیونی) |
| --- | --- | ------ | -------------- | ------------ | -------------------------- |
|     | ۱   | ۱۰     | ۱۹ ژانویه ۲۰۱۴ | ۳۰ مارس ۲۰۱۴ | ۶٫۳۰                       |
|     | ۲   | TBA    | ۲۰۱۵           | TBA          | TBA                        |

## قسمت‌ها

### فصل ۱ (۲۰۱۴)
| شماره قسمت | عنوان                           | کارگردان         | نویسنده       | تاریخ اکران    | بینندگان در انگلستان (میلیون) |
| ---------- | ------------------------------- | ---------------- | ------------- | -------------- | ----------------------------- |
| ۱          | «Friends and Enemies»           | Toby Haynes      | آدرین هادگس   | ۱۹ ژانویه ۲۰۱۴ | ۹٫۲۸                          |
| ۲          | «Sleight of Hand»               | Toby Haynes      | Adrian Hodges | ۲۶ ژانویه ۲۰۱۴ | ۷٫۵۸                          |
| ۳          | «Commodities»                   | Saul Metzstein   | Susie Conklin | ۲ فوریه ۲۰۱۴   | ۶٫۷۷                          |
| ۴          | «The Good Soldier»              | Richard Clark    | Adrian Hodges | ۹ فوریه ۲۰۱۴   | ۶٫۱۴                          |
| ۵          | «The Homecoming»                | Saul Metzstein   | James Dormer  | ۲۳ فوریه ۲۰۱۴  | ۵٫۹۱                          |
| ۶          | «The Exiles»                    | Andy Hay         | Ben Harris    | ۲ مارس ۲۰۱۴    | ۵٫۶۲                          |
| ۷          | «A Rebellious Woman»            | Richard Clark    | James Payne   | ۹ مارس ۲۰۱۴    | ۵٫۶۹                          |
| ۸          | «"The Challenge"»               | Farren Blackburn | Susie Conklin | ۱۶ مارس ۲۰۱۴   | ۵٫۴۵                          |
| ۹          | «"Knight Takes Queen"»          | Andy Hay         | Peter McKenna | ۲۳ مارس ۲۰۱۴   | ۵٫۲۵                          |
| ۱۰         | «"Musketeers Don't Die Easily"» | Farren Blackburn | Adrian Hodges | ۳۰ مارس ۲۰۱۴   | ۵٫۲۷                          |